# آکیله پولونارا
آکیله پولونارا (ایتالیایی: Achille Polonara؛ زادهٔ ۲۳ نوامبر ۱۹۹۱) بازیکن بسکتبال اهل ایتالیا است.
از باشگاه‌هایی که در آن بازی کرده‌است می‌توان به باشگاه بسکتبال پالاسانسترو وارزه و باشگاه بسکتبال مردان فنرباغچه اشاره کرد.
وی در مسابقات کشوری و بین‌المللی در مجموع برندهٔ ۱ مدال نقره شده‌است.